# Vòng xoáy đam mê
Vòng xoáy đam mê là một bộ phim truyền hình Đài Loan. Nó được phát sóng từ ngày 22 tháng 7 năm 2003 đến ngày 24 tháng 2 năm 2004 trên SET Đài Loan mỗi tối trong tuần 20:00-21:30.

## Diễn viên
- Huỳnh Thiếu Kỳ trong vai Huỳnh Thiên Lâm
- Trần Tiên Mai trong vai Trần Thục Đình
- Phương Hinh trong vai Lâm Hân Lam
- Liên Tịnh Văn trong vai Huỳnh Thiên Mỹ
- Vương Xán trong vai Giang Thanh Văn
- Tạ Kim Yến trong vai Giang Thanh Hà
- Kha Thúc Nguyên trong vai Thi Chính Kiệt
- Giang Quốc Tân trong vai Lâm Văn Đường
- Tiêu Đại Lục trong vai Giang Thắng Hoàng
- Miêu Khả Lệ trong vai Ngô Thụy Anh
- Bàng Tường Lân trong vai Lâm Nghĩa Hải
- Phương Sầm trong vai Trương Thục Khanh